# Jacqueline Maltzahn-Redling
Jacqueline Maltzahn-Redling (* 26. September 1966 in Waldshut-Tiengen) ist eine deutsche Kunsthistorikerin, Kuratorin, Kulturmanagerin und Museumsdirektorin.

## Leben
Nach dem Abitur am Hegau-Gymnasium in Singen (Hohentwiel) studierte sie Kunstgeschichte und Romanistik an der Universität Stuttgart. Während des Studiums verbrachte sie zwei Semester in Frankreich als Lehrkraft am Lycée Corneille in Rouen. Von 1993 bis 1996 war sie bei den Bayerische Staatsgemäldesammlungen in München beschäftigt. Hier wirkte sie u. a. mit bei Katalogredaktionen zu Ausstellungen wie Amerika Europa. Sammlung Sonnabend (1996) und Recherchen u. a. zu den Ausstellungen Wilhelm Leibl zum 150. Geburtstag (1994), Alfred Hrdlicka  (1994, Olaf Gulbransson Museum Tegernsee), Viktorianische Malerei. Von Turner bis Whistler (1993), zu deren Anlass Charles III. die Neue Pinakothek besuchte. Ihre wissenschaftliche Arbeit über den deutschen Maler und Grafiker Leopold von Kalckreuth begann sie in München und setzte sie als Dissertation 1997 an der Martin-Luther-Universität Halle-Wittenberg fort. Anlässlich des 150. Geburtstages des Künstlers war sie Co-Kuratorin bei der 2005 mit Jenns Howoldt von der Hamburger Kunsthalle konzipierten Retrospektive Leopold von Kalckreuth. Poetischer Realist. Von 1997 bis 2000 studierte sie begleitend Kulturmanagement, das sie an der Pädagogische Hochschule Ludwigsburg abschloss. Ab 2000 arbeitete sie als Kuratorin, Autorin und wissenschaftliche Mitarbeiterin, unter anderem bei der Neugestaltung der Sammlungsabteilung Baden 1789 - 1918 im Badischen Landesmuseum. Als Projektleiterin und Kuratorin verantwortete sie die Große Landesausstellung 2015 Karl Wilhelm anlässlich des 300-jährigen Stadtgeburtstages von Karlsruhe. Ab 2017 wirkte sie kuratierend mit bei der Ausstellung Karlsruhe und Elsass-Lothringen seit 1871. Die wechselhafte Geschichte einer Nachbarschaft, die im Rahmen eines trinationalen Netzwerksprojekts von 30 oberrheinischen Museen zur Zeitenwende 1918/19 2018 im Stadtmuseum Karlsruhe gezeigt wurde. Ehrenamtlich ist sie seit 2011 im Vorstand des Vereins Schlösser Burgen Gärten Baden-Württemberg tätig und war von 2020 bis 2023 die Vorsitzende. Sie ist Mitglied der Auswahlkommission Kultursommer Nordschwarzwald, der 2020 vom Regionalverband Nordschwarzwald und dessen Geschäftsstelle AG Kulturregion Nordschwarzwald ins Leben gerufen wurde.
Seit 2017 leitet sie Schloss Neuenbürg im Nordschwarzwald mit Zweigmuseum des Badischen Landesmuseums und kuratiert regelmäßig Sonderausstellungen.
Jacqueline Maltzahn-Redling hat drei Kinder und lebt mit ihrer Familie in Baden-Württemberg.

## Kuratierte Ausstellungen (Auswahl)
- Leopold von Kalckreuth, Poetischer Realist, Hamburg 2005 (Co-Kuratorin)
- Neue Künstlerkeramik. Aus der Staatliche Majolika Manufaktur Karlsruhe (2008, Forum für zeitgenössische Kunst)
- #killing Filz – Retrospektive Ulrike Hein (2009, Forum für zeitgenössische Kunst)
- Susanne Ring. Freaks of nature (2011, Forum für zeitgenössische Kunst)
- Holy Heimat. Stefan Strumbel (2012, Forum für zeitgenössische Kunst)[7]
- Once upon a time in mass media. Digitale Montagen von Margret Eicher (2013, Forum für zeitgenössische Kunst)
- Karl Wilhelm 1679–1738 (2015, Große Landesausstellung Baden-Württemberg)[2]
- Kurios.Dubios.Famos. Mit Arbeiten von Frank Kunert (2018)
- Faszination Drachen – Mythen Märchen Heldensagen (2018)[8]
- ECHT GLANZ STÜCKE – Vom Wert des scheinbar Wertlosen (2020)[9]
- Äffle & Pferdle – Die Ausstellung (2021)[10]
- Das Herz – Kein Scherz (2022)
- Mirja Wellmann rascheln zwitschern plätschern – Künstlerische Transformation von Geräuschen (2023, Forum für zeitgenössische Kunst)
- Dennis Ulbrich - Verflechtungen (2025, Forum für zeitgenössische Kunst)
- Rüdiger Seidt - Retrospektiv - Prospektiv (2025, Forum für zeitgenössische Kunst)

## Publikationen (Auswahl)
- Jacqueline Maltzahn-Redling (Hrsg.): Rüdiger Seidt - Retrospektiv - Prospektiv, Forum für zeitgenössische Kunst, Neuenbürg 2025, ISBN 978-3-00-082691-7
- Jacqueline Maltzahn-Redling (Hrsg.): Dennis Ulbrich - Verflechtungen, Forum für zeitgenössische Kunst, Pforzheim 2025
- Jacqueline Maltzahn-Redling (Hrsg.): Mirja Wellmann rascheln zwitschern plätschern – Skulpturale Transformation von Geräuschen, Forum für zeitgenössische Kunst, Pforzheim 2023, ISBN 978-3-00-075380-0
- Eine neue Residenz u. a., in: Karl Wilhelm 1679 - 1738, Hrsg.: Badisches Landesmuseum Karlsruhe 2015, München 2015, ISBN 3-7774-2386-6
- Margret Eicher: Peter Sloterdijk vor der heiligen Inquisition des Trivialgeschmacks, in: Jahrbuch der Staatlichen Kunstsammlungen in Baden-Württemberg, Band 50, 2013/2014, S. 252 f.
- Rätselhaft. Schön. Unsterblich? – Isis-Darstellungen in der Moderne, in: Imperium der Götter. Isis, Mithras, Christus. Kulte und Religionen im römischen Reich. Karlsruhe 2013, ISBN 978-3-8062-2871-7
- Stefan Strumbel. Holy Heimat, Karlsruhe 2012, ISBN 978-3-937345-57-4
- Freaks of Nature – Susanne Ring. Retrospektive, Karlsruhe 2011, ISBN 978-3-88190-647-0
- Orte der Glückseligkeit: Unterhaltung und Konsum am Oberrhein, in: Jugendstil am Oberrhein, Kunst und Leben ohne Grenzen, Karlsruhe 2009, ISBN 978-3-7650-8510-9
- Leopold von Kalckreuth, eine Wiederentdeckung, in: Leopold von Kalckreuth, Poetischer Realist, Hamburg 2005
- Eine Zeitreise in das 19. Jahrhundert Zum Vermittlungskonzept der Abteilung Baden, in: Sammlungsführer Baden 1789–1918, Karlsruhe 2001